# Аркозелу-даш-Маяш
Аркозелу-даш-Маяш (порт. Arcozelo das Maias)  —  район (фрегезия) в Португалии,  входит в округ Визеу. Является составной частью муниципалитета  Оливейра-ди-Фрадиш. Находится в составе крупной городской агломерации Большое Визеу. По старому административному делению входил в провинцию Бейра-Алта. Входит в экономико-статистический  субрегион Дан-Лафойнш, который входит в Центральный регион. Население составляет 1617 человек на 2001 год. Занимает площадь 21,07 км².